# Un avion n'est pas rentré
Un avion n'est pas rentré est la treizième histoire de la série Les Aventures de Buck Danny de Jean-Michel Charlier et Victor Hubinon. Elle est publiée pour la première fois dans le journal Spirou du no 832 au no 854. Puis est publiée sous forme d'album en 1954.

## Résumé
Buck Danny, Tumbler et Tuckson sont affectés à bord du USS Valley Forge qui patrouille au large de la Corée. Peu de temps après, un mystérieux Tupolev nord-coréen est surpris survolant l'espace sud-coréen. Buck tente de l'intercepter, l'avion ouvre le feu et s'échappe en repassant la frontière.
À la suite de cela, le Valley Forge regagne Pearl Harbor où les héros sont chargés de former des nouvelles recrues. Buck prend particulièrement en charge l'écolage d'un pilote, Fred, ayant peur du vol sans visibilité mais qu'il pressent être un des futurs meilleurs éléments de l'US Air Force.

## Contexte historique
L'histoire commence alors que l'armistice mettant fin à la guerre de Corée vient d'être conclu, c'est-à-dire au cours de l'été 1953.

## Personnages
L'histoire se centre principalement sur le colonel Danny, le capitaine Tumbler et le sous-lieutenant Tuckson qui est promu lieutenant. Ceux-ci servent à bord du Valley Forge sous les ordres du Contre-amiral Frederick W. McMahon (personnage historique) dont c'est la première apparition dans la série. Les autres personnages sont principalement des pilotes subalternes patrouillant avec le trio ou bénéficiant de leur instruction comme la recrue Fred O'Brien.

## Avions et navires
Le porte-avions USS Valley Forge sur lequel sont basés Buck Danny et ses coéquipiers pendant plusieurs albums apparaît ici pour la première fois.
Le trio arrive à bord du navire aux commandes de Grumman F9F 6 Cougar. Ils troquent cependant leurs montures pour des F9F Panther, avec lesquels ils tentent d'intercepter un appareil chinois, une sorte de Tupolev fictif. Les Panther servent aussi à la qualification des jeunes pilotes, à la base aérienne (USAF) de Hickam Field située à Oahu.
Buck Danny teste et forme la recrue Fred O'Brien aux commandes d'un biplace Lockheed T-33 Silver Star.
Des Republic F-84 Thunderjet sont également montrés, parqués au sol, puis en vol (planches B.314 et B.315).
La formation et l'entraînement des pilotes en stage de qualification, se poursuit sur des Grumman F9F-6 Cougar (planche B.315 et suivantes). Ces appareils sont leurs montures définitives.
- Le supposé Tupolev (appareil fictif hexamoteur) : sa désignation est déduite de son indicatif radio (TU-26) ; la première apparition de l'appareil (planche B.288, case D1) montre une silhouette proche d'un bombardier américain B-36 (un hexamoteur à hélices propulsives dont la dérive est curviligne) ; l'allure de l'intrus devient ensuite (planche B.289) plus fuselée, avec des hélices tractrices, une dérive trapézoïdale et des ailes à flèche plus prononcée.

Outre le porte-avions USS Valley Forge, un autre bâtiment de surface intervient (à la planche B.319) : un destroyer sans nom, mais portant l'immatriculation "18". Elle ne correspond pas à un destroyer existant dans l'US Navy à l'époque du récit ; son allure générale (deux cheminées, un seul canon de chasse, étrave à guibre prononcée) est très proche de celle des torpilleurs d'escadre français de la Classe Hardi, de 1938-1939.

## Technique et pratique de pont d'envol
Le retour de Buck Danny dans l'aéronautique navale (dont il était éloigné depuis 1943 — époque historique — ou depuis 1948 — date de parution du récit) montre une certaine méconnaissance des porte-avions modernes, dotés de jets.
Ainsi le lancement du groupe de chasseurs  Panther semble-t-il se faire sans l'aide de catapultes, et le décollage se pratiquer comme sur un terrain.
Cette pratique était courante avec les appareils à hélice, mais est devenue rare voire impossible avec l'entrée en service des appareils à réaction. Même si certains des tout premiers avions de cette catégorie, tels le FH-1 Phantom, ont pu y parvenir, sans doute presque à vide et sans munitions.

## Historique
La commission française de surveillance de la presse des jeunes ayant fini par décréter qu'évoquer la guerre de Corée dans un hebdomadaire pour la jeunesse n'était pas acceptable, l'histoire initiale est interrompue en cours de route. Le Tupolev mystérieux disparaît et n'est plus évoqué par la suite alors que nos héros quittent le théâtre des opérations coréen pour une mission d'entrainement à Hawaii.
Convoqué au ministère de l'information, Charlier invoqua pour sa défense, le fait que le journal pour la jeunesse Vaillant publiait une série d'aventures « fils de Chine » directement inspirée par la Longue Marche de Mao tsé-toung. La réponse du ministère fut qu'en France, on pouvait tolérer d'un journal français ce qu'on ne tolère pas d'un journal étranger en France.
Les albums des épisodes consacrés à la guerre de Corée furent interdits en France jusqu'en 1968.

## Publication

### Revues
journal Spirou du no 832 du 25 mars 1954 au no 854 du 26 août 1954.

### Album
Première édition chez Dupuis en 1954.
Repris en intégrale dans le 5e tome de la collection Tout Buck Danny intitulé Pilotes de porte-avions (04/1985) chez Dupuis puis dans le tome 4 de la collection Buck Danny L'intégrale (11/2011) toujours éditée par Dupuis.